# Список видов семейства Trochanteriidae
Список всех описанных видов пауков семейства Trochanteriidae на 7 сентября 2013 года. 

## Boolathana
Boolathana Platnick, 2002
- Boolathana mainae Platnick, 2002 — Западная Австралия
- Boolathana spiralis Platnick, 2002 — Западная Австралия

## Desognanops
Desognanops Platnick, 2008
- Desognanops humphreysi Platnick, 2008 — Западная Австралия

## Desognaphosa
Desognaphosa Platnick, 2002
- Desognaphosa bartle Platnick, 2002 — Квинсленд
- Desognaphosa bellenden Platnick, 2002 — Квинсленд
- Desognaphosa boolbun Platnick, 2002 — Квинсленд
- Desognaphosa bulburin Platnick, 2002 — Квинсленд
- Desognaphosa carbine Platnick, 2002 — Квинсленд
- Desognaphosa dryander Platnick, 2002 — Квинсленд
- Desognaphosa eungella Platnick, 2002 — Квинсленд
- Desognaphosa finnigan Platnick, 2002 — Квинсленд
- Desognaphosa funnel Platnick, 2002 — Квинсленд
- Desognaphosa goonaneman Platnick, 2002 — Квинсленд
- Desognaphosa halcyon Platnick, 2002 — Квинсленд
- Desognaphosa homerule Platnick, 2002 — Квинсленд
- Desognaphosa karnak Platnick, 2002 — Квинсленд
- Desognaphosa kirrama Platnick, 2002 — Квинсленд
- Desognaphosa kroombit Platnick, 2002 — Квинсленд
- Desognaphosa kuranda Platnick, 2002 — Квинсленд
- Desognaphosa malbon Platnick, 2002 — Квинсленд
- Desognaphosa massey Platnick, 2002 — Квинсленд
- Desognaphosa millaa Platnick, 2002 — Квинсленд
- Desognaphosa pershouse Platnick, 2002 — Квинсленд
- Desognaphosa solomoni Platnick, 2002 — Соломоновы Острова
- Desognaphosa spurgeon Platnick, 2002 — Квинсленд
- Desognaphosa tribulation Platnick, 2002 — Квинсленд
- Desognaphosa tyson Platnick, 2002 — Квинсленд
- Desognaphosa windsor Platnick, 2002 — Квинсленд
- Desognaphosa yabbra Platnick, 2002 — Квинсленд, Новый Южный Уэльс

## Doliomalus
Doliomalus Simon, 1897
- Doliomalus cimicoides (Nicolet, 1849) — Чили

## Fissarena
Fissarena Henschel, Davies & Dickman, 1995
- Fissarena arcoona Platnick, 2002 — Южная Австралия
- Fissarena barlee Platnick, 2002 — Западная Австралия
- Fissarena barrow Platnick, 2002 — Западная Австралия
- Fissarena castanea (Simon, 1908) — Западная Австралия, Квинсленд
- Fissarena cuny Platnick, 2002 — Южная Австралия
- Fissarena ethabuka Henschel, Davies & Dickman, 1995 — Квинсленд
- Fissarena laverton Platnick, 2002 — Западная Австралия, Южная Австралия
- Fissarena longipes (Hogg, 1896) — Северные Территории
- Fissarena woodleigh Platnick, 2002 — Западная Австралия

## Hemicloeina
Hemicloeina Simon, 1893
- Hemicloeina bluff Platnick, 2002 — Западная Австралия, Южная Австралия
- Hemicloeina bulolo Platnick, 2002 — Новая Гвинея
- Hemicloeina gayndah Platnick, 2002 — Квинсленд
- Hemicloeina humptydoo Platnick, 2002 — Северные Территории
- Hemicloeina julatten Platnick, 2002 — Квинсленд
- Hemicloeina kapalga Platnick, 2002 — Северные Территории
- Hemicloeina somersetensis (Thorell, 1881) — Северные Территории, Квинсленд
- Hemicloeina spec Platnick, 2002 — Квинсленд
- Hemicloeina wyndham Platnick, 2002 — Западная Австралия

## Longrita
Longrita Platnick, 2002
- Longrita arcoona Platnick, 2002 — Южная Австралия
- Longrita findal Platnick, 2002 — Западная Австралия
- Longrita grasspatch Platnick, 2002 — Западная Австралия
- Longrita insidiosa (Simon, 1908) — Западная Австралия, Южная Австралия
- Longrita millewa Platnick, 2002 — Южная Австралия
- Longrita nathan Platnick, 2002 — Квинсленд
- Longrita rastellata Platnick, 2002 — Западная Австралия, Квинсленд
- Longrita whaleback Platnick, 2002 — Западная Австралия, Южная Австралия
- Longrita yuinmery Platnick, 2002 — Западная Австралия
- Longrita zuytdorp Platnick, 2002 — Западная Австралия

## Morebilus
Morebilus Platnick, 2002
- Morebilus blackdown Platnick, 2002 — Квинсленд
- Morebilus coolah Platnick, 2002 — Новый Южный Уэльс
- Morebilus diversus (L. Koch, 1875) — northern Австралия
- Morebilus fitton Platnick, 2002 — Южная Австралия
- Morebilus flinders Platnick, 2002 — Южная Австралия, Виктория
- Morebilus fumosus (L. Koch, 1876) — Квинсленд
- Morebilus gammon Platnick, 2002 — Южная Австралия
- Morebilus gramps Platnick, 2002 — Виктория
- Morebilus graytown Platnick, 2002 — Южная Австралия, Виктория
- Morebilus nipping Platnick, 2002 — Квинсленд
- Morebilus plagusius (Walckenaer, 1837) — Новый Южный Уэльс, Виктория
- Morebilus swarbrecki (Dunn & Dunn, 1946) — Виктория
- Morebilus tambo Platnick, 2002 — Квинсленд

## Olin
Olin Deeleman-Reinhold, 2001
- Olin platnicki Deeleman-Reinhold, 2001 — Сулавеси, Остров Рождества

## Plator
Plator Simon, 1880
- Plator bowo Zhu et al., 2006 — Китай
- Plator himalayaensis Tikader & Gajbe, 1976 — Индия
- Plator indicus Simon, 1897 — Индия
- Plator insolens Simon, 1880 — Китай
- Plator kashmirensis Tikader & Gajbe, 1973 — Индия
- Plator nipponicus (Kishida, 1914) — Китай, Корея, Япония
- Plator pandeae Tikader, 1969 — Индия, Китай
- Plator pennatus Platnick, 1976 — Китай
- Plator sinicus Zhu & Wang, 1963 — Китай
- Plator solanensis Tikader & Gajbe, 1976 — Индия
- Plator yunlong Zhu et al., 2006 — Китай

## Platorish
Platorish Platnick, 2002
- Platorish churchillae Platnick, 2002 — Квинсленд
- Platorish flavitarsis (L. Koch, 1875) — Новый Южный Уэльс, Виктория
- Platorish gelorup Platnick, 2002 — Южная Австралия
- Platorish jimna Platnick, 2002 — Квинсленд, Новый Южный Уэльс
- Platorish nebo Platnick, 2002 — Квинсленд

## Platyoides
Platyoides O. P.-Cambridge, 1890
- Platyoides alpha Lawrence, 1928 — Ангола, Намибия, Южная Африка
- Platyoides costeri Tucker, 1923 — Южная Африка
- Platyoides fitzsimonsi Lawrence, 1938 — Намибия
- Platyoides grandidieri Simon, 1903 — Кения, Мадагаскар, Альдабра, Реюньон
- Platyoides leppanae Pocock, 1902 — Мозамбик, Южная Африка
- Platyoides mailaka Platnick, 1985 — Мадагаскар
- Platyoides pictus Pocock, 1902 — Южная Африка
- Platyoides pirie Platnick, 1985 — Южная Африка
- Platyoides pusillus Pocock, 1898 — Танзания, Зимбабве, Южная Африка
- Platyoides quinquedentatus Purcell, 1907 — Южная Африка
- Platyoides ravina Andriamalala & Ubick, 2007 — Мадагаскар
- Platyoides rossi Platnick, 1985 — Южная Африка
- Platyoides vao Andriamalala & Ubick, 2007 — Мадагаскар
- Platyoides velonus Platnick, 1985 — Мадагаскар
- Platyoides venturus Platnick, 1985 — Канарские Острова
- Platyoides walteri (Karsch, 1886) — Восточная, Южная Африка, ввезён in Австралия

## Pyrnus
Pyrnus Simon, 1880
- Pyrnus aoupinie Platnick, 2002 — Новая Каледония
- Pyrnus baehri Platnick, 2002 — Северные Территории
- Pyrnus fulvus (L. Koch, 1875) — Южная Австралия
- Pyrnus insularis Platnick, 2002 — Лорд-Хау
- Pyrnus magnet Platnick, 2002 — Западная Австралия, Южная Австралия, Квинсленд
- Pyrnus numeus Platnick, 2002 — Новая Каледония
- Pyrnus obscurus (Berland, 1924) — Новая Каледония
- Pyrnus pins Platnick, 2002 — Новая Каледония
- Pyrnus planus (L. Koch, 1875) — Квинсленд, Новый Южный Уэльс, Виктория

## Rebilus
Rebilus Simon, 1880
- Rebilus bilpin Platnick, 2002 — Новый Южный Уэльс
- Rebilus binnaburra Platnick, 2002 — Квинсленд, Новый Южный Уэльс
- Rebilus brooklana Platnick, 2002 — Новый Южный Уэльс
- Rebilus bulburin Platnick, 2002 — Квинсленд
- Rebilus bunya Platnick, 2002 — Квинсленд
- Rebilus crediton Platnick, 2002 — Квинсленд
- Rebilus glorious Platnick, 2002 — Квинсленд
- Rebilus grayi Platnick, 2002 — Новый Южный Уэльс, Виктория
- Rebilus griswoldi Platnick, 2002 — Новый Южный Уэльс
- Rebilus kaputar Platnick, 2002 — Новый Южный Уэльс
- Rebilus lamington Platnick, 2002 — Квинсленд, Новый Южный Уэльс
- Rebilus lugubris (L. Koch, 1875) — Квинсленд
- Rebilus maleny Platnick, 2002 — Квинсленд
- Rebilus monteithi Platnick, 2002 — Новый Южный Уэльс
- Rebilus morton Platnick, 2002 — Новый Южный Уэльс
- Rebilus tribulation Platnick, 2002 — Квинсленд
- Rebilus wisharti Platnick, 2002 — Новый Южный Уэльс

## Tinytrema
Tinytrema Platnick, 2002
- Tinytrema bondi Platnick, 2002 — Новый Южный Уэльс, Виктория, Тасмания
- Tinytrema kangaroo Platnick, 2002 — Виктория
- Tinytrema sandy Platnick, 2002 — Южная Австралия
- Tinytrema wombat Platnick, 2002 — Новый Южный Уэльс, Австралийская столичная территория
- Tinytrema yarra Platnick, 2002 — Западная Австралия

## Trachycosmus
Trachycosmus Simon, 1893
- Trachycosmus allyn Platnick, 2002 — Квинсленд, Новый Южный Уэльс
- Trachycosmus cockatoo Platnick, 2002 — Виктория
- Trachycosmus sculptilis Simon, 1893 — Австралия
- Trachycosmus turramurra Platnick, 2002 — Новый Южный Уэльс, Виктория

## Trachyspina
Trachyspina Platnick, 2002
- Trachyspina capensis Platnick, 2002 — Западная Австралия
- Trachyspina chillimookoo Platnick, 2002 — Южная Австралия
- Trachyspina daunton Platnick, 2002 — Квинсленд
- Trachyspina goongarrie Platnick, 2002 — Западная Австралия
- Trachyspina illamurta Platnick, 2002 — Северные Территории
- Trachyspina madura Platnick, 2002 — Западная Австралия
- Trachyspina mundaring Platnick, 2002 — Западная Австралия
- Trachyspina olary Platnick, 2002 — Южная Австралия

## Trachytrema
Trachytrema Simon, 1909
- Trachytrema castaneum Simon, 1909 — Западная Австралия
- Trachytrema garnet Platnick, 2002 — Квинсленд, Новый Южный Уэльс

## Trochanteria
Trochanteria Karsch, 1878
- Trochanteria gomezi Canals, 1933 — Аргентина, Парагвай
- Trochanteria ranuncula Karsch, 1878 — Бразилия
- Trochanteria rugosa Mello-Leitao, 1938 — Аргентина